# Collecorvino
Collecorvino est une commune italienne d'environ 5 870 habitants (2022), située dans la province de Pescara, dans la région Abruzzes, en Italie méridionale.

## Administration
| Période                                  | Période  | Identité             | Étiquette     | Qualité |
| ---------------------------------------- | -------- | -------------------- | ------------- | ------- |
| 28 mai 2002                              | En cours | Massimiliano Volpone | Centro-Destra |         |
| Les données manquantes sont à compléter. |          |                      |               |         |

### Hameaux
Barberi, Congiunti, Santa Lucia, Campotino, Caparrone, Casamarte, Case di Luzio, Castelluccio, Coen, Ferretti, Fonte, Gallo, Lione, Lupi, Orsini, Poggio Santa Maria, Renzetti, Valle Lupo

### Communes limitrophes
Cappelle sul Tavo, Città Sant'Angelo, Elice, Loreto Aprutino, Moscufo, Picciano